# Renault Twizy
Renault Twizy este o mașină electrică cu două locuri concepută și comercializată de Renault. Este clasificat în Europa ca un cvadriciclu ușor sau greu, în funcție de putere, care este fie de 4 kW (5,4 CP) pentru modelul 45, fie de 13 kW (17 CP) pentru modelul 80.